# La Planeta (Alt Camp)
La Planeta és un barri del Pont d'Armentera, a l'Alt Camp, al sud del poble. Situat a la riba esquerra del Gaià, es va segregar d'Aiguamúrcia el 1981, municipi en què també hi queden encara algunes de les edificacions d'aquest nucli de població, concretament les situades a l'altra banda del riu, vora la carretera local TP-2002.
Aquell any tenia 57 habitants, que segons el cens del 2007 ja eren 94, gairebé tots dins el Pont d'Armentera (93 hab.) i tan sols un a la part d'Aiguamúrcia (on l'any 2006 no hi havia cap resident censat).